# Phebalium woombye
Phebalium woombye är en vinruteväxtart som först beskrevs av Jacob Whitman Bailey, och fick sitt nu gällande namn av Karel Domin. Phebalium woombye ingår i släktet Phebalium och familjen vinruteväxter. Inga underarter finns listade i Catalogue of Life.